# فاتیما (توکانتینس)
فاتیما (به پرتغالی: Fátima) یک منطقهٔ مسکونی در برزیل است که در توکانتینس واقع شده‌است. فاتیما ۳٬۸۳۰ نفر جمعیت دارد.